# Anomiopus paraensis
Anomiopus paraensis är en skalbaggsart som beskrevs av Canhedo 2004. Anomiopus paraensis ingår i släktet Anomiopus och familjen bladhorningar. Inga underarter finns listade i Catalogue of Life.